# Південно-Русське нафтогазоконденсатне родовище
Південно-Русське нафтогазоконденсатне родовище – гігантське родовище у Тюменській області Росії, в межиріччі Пура і Таза.

## Геологічна інформація
Родовище відкрили у 1969 році. Унаслідок подальшої розвідки виявили вуглеводневі поклади у породах крейдового періоду, зокрема у:
- відкладах туронського ярусу (верхня крейда), які залягають на глибині 800 – 850 метрів та вирізняються пониженою проникністю та літологічною неоднорідністю (колектори туронських пластів складені пісковиками та алевролітами із високою частою глиняних вкраплень);
- відкладах сеноманського ярусу (верхня крейда), з якими пов’язана основна частина запасів;
- розташованих нижче пластах, на які припадає біля 15% загальних запасів. 
Газ родовища містить 99% метану та незначні обсяги конденсату.
Початкові запаси родовища за російськими категоріями А+В+С1+С2 оцінюються у 1 трлн м3 газу та 20 млн тон нафти та конденсату, при цьому запаси туронських відкладень оцінюються у 300 млрд м3.

## Розробка
В 2007 році почали розробку запасів сеноману і вже у 2009-му вивели промисел на повну проектну потужність – 25 млрд м3 на рік.
В 2011-му почали експериментальну розробку туронських відкладень, з яких станом на початок 2020 року вдалось вилучити лише 1,3 млрд м3 газу, при тому що основний промисел вже видав біля 290 млрд м3.
Транспортування продукції відбувається по газопроводу Південно-Русське – Пуртазівська.
Потреби родовища обслуговує власна газотурбінна електростанція потужністю 12,6 МВт.
Реалізацією проекту опікується компанія «Севернефтегазпром», яка з кінця 2010-х належала «Газпрому» (40%), німецькій BASF (35%) та австрійській OMV AG, при цьому запаси Південно-Русського родовища анонсувались як базові для проекту «Північний потік».